# Валя-Кріковулуй
Валя-Кріковулуй (рум. Valea Cricovului) — село у повіті Прахова в Румунії. Входить до складу комуни Апостолаке.
Село розташоване на відстані 76 км на північ від Бухареста, 25 км на північний схід від Плоєшті, 143 км на захід від Галаца, 78 км на південний схід від Брашова.

## Населення
За даними перепису населення 2002 року у селі проживали 345 осіб. Усі жителі села рідною мовою назвали румунську.
Національний склад населення села:
| Національність | Кількість осіб | Відсоток |
| -------------- | -------------- | -------- |
| румуни         | 339            | 98,3%    |
| цигани         | 6              | 1,7%     |